# Maurice Deixonne
Maurice Deixonne, né le 8 juin 1904 à Curepipe (Ile Maurice) et mort le 27 juin 1987 à Vaulnaveys-le-Haut (Isère), est un homme politique français.

## Biographie
Il est orphelin de père à sa naissance, et sa mère est frappée de troubles mentaux ; il est élevé par ses grands-parents à partir de l'âge de cinq ans, puis par une tante après leur décès, en 1914.  Boursier, il suit des études brillantes qui le conduisent à l'École normale supérieure, il est reçu en 1930 à l'agrégation de philosophie, discipline qu'il enseigne au lycée de Valenciennes jusqu'en 1933. Il exerce ensuite à Aurillac, Gap, Auch et Lourdes. Il met en œuvre des méthodes d'enseignement novatrices et originales, qui lui valent une certaine méfiance de sa hiérarchie, que les excellents résultats de ses élèves aux examens tempèrent cependant. 
Engagé dans l'action politique après avoir adhéré à la SFIO en 1926, avec le parrainage de Georges Lefranc et Jean Le Bail, il est l'année suivante le fondateur et le premier secrétaire de la Fédération nationale des étudiants socialistes, fonction qu'il conserve jusqu'en 1928.  En 1929, il épouse Suzanne, fille de l'ancien député socialiste Georges Boully. Celle-ci fut une compagne de militantisme, à la fois dans le syndicalisme enseignant et dans l'action politique au sein de la SFIO. Elle fut, comme sont époux, victime de répression administrative, notamment en 1934, puis sous le régime de Vichy.
En 1932, il fait partie, avec notamment Georges Lefranc, Pierre Boivin, Claude Lévi-Strauss et Robert Marjolin,  des auteurs de l'ouvrage Révolution constructive, qui défend les idées planistes. En 1934, secrétaire de la fédération socialiste du Cantal, il est condamné à de la prison avec sursis, ce qui implique la privation des droits civiques, pour son implication dans une bagarre ayant suivi une réunion publique à laquelle il avait participé, en avril. Son déplacement du lycée d'Aurillac à celui de Gap, à la suite de cette condamnation, provoque une forte mobilisation, et il retrouve finalement son poste en 1936.
Plusieurs fois candidat (municipales, cantonales), à Aurillac, il porte les couleurs de la SFIO lors des élections législatives de 1936, et obtient 26,2 % des voix. Il se désiste pour le sortant radical Paul Bastid, qui est réélu.
Pacifiste, il milite aux côtés de la Gauche révolutionnaire de Marceau Pivert, sans y appartenir. Après le congrès de Royan, il reste à la SFIO et défend, lors du Congrès de Nantes (36e congrès national, mai 1939), une motion pacifiste "radicale", aux côtés de Ludovic Zoretti, Georges Soulès et Berthe Fouchère. Celle-ci obtient 2,4 % des mandats et se rallie à Paul Faure.
Il est révoqué par le gouvernement de Vichy en décembre 1940. Il est alors contraint d'enseigner à Lourdes, dans un établissement privé laïc.
À la Libération, il est nommé inspecteur d'académie à Auch, puis proviseur du lycée d'Albi (1945-1946).
Secrétaire de la fédération socialiste, il est élu député du Tarn en juin 1946, il est ensuite constamment réélu jusqu'en 1958. Après la grève des mineurs de 1948, précédée d'un referendum auquel les mineurs étrangers avaient participé, il dépose un projet de loi  avec Pierre Mazuez, député de Saône-et-Loire, pour interdire aux étrangers de voter lors des élections professionnelles. À l'Assemblée nationale, il devient le spécialiste des questions scolaires et de la laïcité pour la SFIO. Il participe notamment à une négociation secrète avec le Vatican, en compagnie de Robert Lecourt, de Mgr Villot et de Wladimir d'Ormesson. Il préside le groupe parlementaire socialiste en 1957 et 1958.
Le 1er juin 1958, il vote la confiance au général de Gaulle auprès duquel il a accompagné Guy Mollet le 30 mai, à Colombey-les-Deux-Églises, en vue de préparer l'investiture de celui qui sera le dernier président du Conseil de la IVe République.
Battu aux législatives de 1958, il s'installe à Paris, où il est directeur d'une annexe du lycée Montaigne, puis proviseur après sa transformation en lycée (lycée Rodin). Il se consacre alors essentiellement à l'office central de coopération à l'école, jusqu'à sa retraite en 1965, avant d'être secrétaire général du mouvement pour le planning familial. 
Son nom reste associé à la loi du 11 janvier 1951 relative à l'enseignement des langues et dialectes locaux.

## Publications
- Révolution constructive, avec Georges Lefranc et Pierre Boivin, Librairie Valois, 1932
- Cinq ans au service de notre école publique, 1951
- La nouvelle vague cléricale, Librairie des municipalités, 1959

## Sources
- Ressource relative à la vie publique :   - Base Sycomore
- Notices d'autorité :   - VIAF
  - ISNI
  - IdRef
- « Maurice Deixonne », La Documentation française, Dictionnaire des parlementaires français (1940-1958), 1988-2005 [détail des éditions] (lire en ligne)